# Rhyacophila inculta
Rhyacophila inculta là một loài Trichoptera trong họ Rhyacophilidae. Chúng phân bố ở miền Tân bắc.